# Joaquín Doldán
Joaquín Doldán Lema (Montevideo, Uruguay, 25 de agosto de 1969) es un escritor, dramaturgo, actor y odontólogo uruguayo. 

## Biografía
Joaquín Doldán nació y creció en el barrio Villa del Cerro de Montevideo, Uruguay.
Ingresó en la Facultad de Odontología (Universidad de la República) donde participó de obras teatrales estudiantiles, luego de egresado cursó una especialidad en Pacientes con Discapacidad.
Emigró a Sevilla, España, en 2002, donde estuvo por 20 años ejerciendo como Odontólogo y docente en la Universidad de Sevilla. Especializado en Salub Bucal colectiva y programas especiales para equidad en la salud, trabajando en África, en especial para los campamentos saharuis.
Participó como actor y guionista de obras para el Carnaval de Uruguay, obteniendo los primeros premios con Humoristas Los carlitos en los años 2000 y 2001, el 1º Premio en Mascarada musical en 2001, que fue el único año en el que esa categoría fue concursada.En el concurso de Carnaval en 2023 fue jurado en el rubro textos e interpretación.
Sus obras teatrales se han representado en varias ciudades de España y en Uruguay.
Condujo el programa radial "Diálogos Comanches" en Uruguay y escribe para la plataforma cultural Granizo y Delicatesen, la revista española Jot Down y Maasai Magazine.
En 2022 estrenó un programa "Ya queda menos", "EL Laberinto" y "Memorias del tablado" en la plataforma Esdrújula TV a través Youtube.
Trabaja como Gestor cultural en diversas ciudades desde hace más de 30 años, desde el 2023 en el Centro cultural "Casa de la Pólvora" en el Cerro de Montevideo.

## Obras

### Narrativa
- "Todo esto es mentira: La verdadera historia de Cacho de la Cruz", 2022.[4]
- "Depredación", Rumbo, 2020[5]
- "No me escribas corriendo: la historia del periodista deportivo Nicolás Falcón", Rumbo, 2019
- "Héroes Rotos". 2010
- "Cómo desactivar un hombre bomba", Anantes, 2010
- "El murguista muerto". Abrelabios,
- "La cita y otros artículos para dentistas". Abrelabios, s/f

"Un Barrio llamado Rosencof". Editorial Sudamericana.

### Dramaturgia
- "Onetti no está, 2022. Unipersonal con Carmen Morán y dirección de Félix Correa
- "Larsen", 2021[6]
- "Bukowski sin ella", 2020[7]
- "Alfonsina, la muerte y el mar",[8]
- "La gallina degollada", reversión de la obra homónima de Horacio Quiroga
- "Castigo del cielo",